# Vuorilinna
Vuorilinna is een geslacht van wantsen uit de familie van de Enicocephalidae. Het geslacht werd voor het eerst wetenschappelijk beschreven door Štys in 1986.

## Soorten
Het genus bevat de volgende soort:

- Vuorilinna carayoni Štys, 1986